# Pleidelsheimer Wiesental mit Altneckar
Pleidelsheimer Wiesental mit Altneckar este o arie protejată (sit de importanță comunitară — SCI, arie de protecție specială avifaunistică — SPA) din Germania întinsă pe o suprafață de 42,07 ha, integral pe uscat.

## Localizare
Centrul sitului Pleidelsheimer Wiesental mit Altneckar este situat la coordonatele 48°56′50″N 9°11′09″E / 48.9472°N 9.1858°E.

## Înființare
Situl Pleidelsheimer Wiesental mit Altneckar a fost declarat arie de protecție specială avifaunistică în martie 2001 pentru a proteja 12 specii de animale. Situl a fost protejat și ca sit de importanță comunitară în martie 2001.

## Biodiversitate
Situată în ecoregiunea continentală, aria protejată nu include niciun habitat protejat.
La baza desemnării sitului se află mai multe specii protejate de  păsări (12): pescăruș albastru (Alcedo atthis), rață mică (Anas crecca crecca), muscar-gulerat (Ficedula albicollis), capîntortură (Jynx torquilla), sfrâncioc roșiatic (Lanius collurio), Mergus merganser merganser, gaia neagră (Milvus migrans), codobatura galbenă (Motacilla flava), Nycticorax nycticorax nycticorax, cormoran mare (Phalacrocorax carbo carbo), ciocănitoare verzuie (Picus canus), Tachybaptus ruficollis ruficollis.